# Mistrovství světa v biatlonu 2024 – štafeta žen
Ženská štafeta na Mistrovství světa v biatlonu 2024 se konala v sobotu 17. února v Novém Městě na Moravě na biatlonovém stadionu Vysočina Arena. Závod odstartoval v 13:45 hodin středoevropského času.
Obhájcem prvenství byly Italky, které vinou dvou trestných kol na prvním úseku dojely jedenácté. Úřadujícími olympijskými šampionkami byly reprezentantky Švédska, ty obsadily druhé místo.
Vítězem se stala francouzská štafeta ve složení Lou Jeanmonnotová, Sophie Chauveauová, Justine Braisazová-Bouchetová a Julia Simonová. Jednalo se o premiérové vítězství Francie v ženské štafetě na mistrovství světa.

## Průběh závodu
V závodě, který více ovlivňoval měnící se vítr, se zpočátku držela v čele francouzská štafeta: Lou Jeanmonnotová předávala s náskokem přes 20 vteřin. Pak však Sophie Chauveauová musela dohromady na dvě trestná kola a její tým klesl na deváté místo. Do čela se překvapivě dostaly zásluhou Tuuli Tomingasové estonské biatlonistky před Norskem a Německem. Na třetím úseku se před Estonky nakrátko dostalo Švédsko zásluhou Hanny Öbergové, ale všechny pak předstihla nejrychleji běžící Francouzka Justine Braisazová-Bouchetová. Po ní přebrala štafetu Julia Simonová. Závod zdramatizovala, když při poslední střelbě třikrát dobíjela, ale za ní jedoucí Švédka Elvira Öbergová střílela ještě hůře – musela na trestné kolo – a Simonová tak odjížděla do posledního kola s více než minutovým náskokem a zvítězila. Stříbro vybojovaly švédské biatlonistky před německými. Estonská štafeta dojela čtvrtá, ukrajinská pátá. Překvapením bylo až desáté místo norské štafety, když Ida Lienová musela na dvě trestná kola    a Ingrid Landmark Tandrevoldová na tři.
Českou štafetu rozjížděla Tereza Voborníková. Obě položky zastřílela bezchybně, udržovala se v čelní skupině a předávala na pátém místě. Lucie Charvátová použila vleže dva náhradní náboje a posunula se na čtvrtou pozici; vstoje jí však náhradní náboje nestačily a po trestném kole klesla o šest míst. Markéta Davidová pak musela při obou střelbách dvakrát dobíjet, ale jela rychle a zlepšila se na šesté místo. Jessica Jislová však musela po poslední střelbě jet také trestné kolo. Zpočátku šestou pozici udržovala, ale v posledním kole ji předjela Polka Joanna Jakiełová a česká štafeta tak dojela sedmá. 

## Výsledky
| Zlatá medaile                        | 2  | FrancieLou Jeanmonnotová Sophie Chauveauová Justine Braisazová-Bouchetová Julia Simonová        | 1:15:00,8 17:33,5 19:54,9 18:00,7 19:31,7 | 1+4 1+7 0+0 0+0 1+3 1+3 0+0 0+1 0+1 0+3  |         |
| Stříbrná medaile                     | 3  | ŠvédskoAnna Magnussonová Linn Perssonová Hanna Öbergová Elvira Öbergová                         | 1:15:39,1 17:58,0 19:08,4 18:40,6 19:52,1 | 0+2 1+10 0+0 0+2 0+1 0+3 0+1 0+2 0+0 1+3 | +38,3   |
| Bronzová medaile                     | 4  | NěmeckoJanina Hettichová-Walzová Selina Grotianová Vanessa Voigtová Sophia Schneiderová         | 1:16:15,0 18:00,3 19:05,9 19:14,4 19:54,4 | 0+5 0+4 0+0 0+0 0+3 0+0 0+1 0+1 0+1 0+3  | +1:14,2 |
| 4.                                   | 14 | EstonskoRegina Ermitsová Tuuli Tomingasová Susan Külmová Johanna Talihärmová                    | 1:16:40,9 17:54,3 18:48,6 19:15,0 20:43,0 | 0+5 0+6 0+1 0+0 0+0 0+2 0+1 0+1 0+3 0+3  | +1:40,1 |
| 5.                                   | 8  | UkrajinaIryna Petrenková Julija Džymová Anastasija Merkušinová Chrystyna Dmytrenková            | 1:17:09,6 18:21,4 19:04,3 19:33,1 20:10,8 | 0+2 0+8 0+0 0+1 0+2 0+3 0+0 0+3          | +2:08,8 |
| 6.                                   | 10 | PolskoNatalia Sidorowiczová Anna Mąková Kamila Cichonová Joanna Jakiełová                       | 1:17:15,4 18:21,1 19:08,4 20:31,2 19:14,7 | 0+1 0+2 0+0 0+1 0+1 0+0 0+0 0+0          | +2:14,6 |
| 7.                                   | 7  | ČeskoTereza Voborníková Lucie Charvátová Markéta Davidová Jessica Jislová                       | 1:17:23,5 17:58,1 19:43,6 19:07,5 20:34,3 | 0+4 2+8 0+0 0+0 0+2 1+3 0+2 0+2 0+0 1+3  | +2:22,7 |
| 8.                                   | 9  | RakouskoTamara Steinerová Anna Gandlerová Lisa Theresa Hauserová Anna Juppeová                  | 1:17:35,2 18:32,6 18:43,3 18:48,4 21:30,9 | 2+4 0+5 0+0 0+1 0+1 0+1 2+3 0+2          | +2:34,4 |
| 9.                                   | 6  | ŠvýcarskoElisa Gasparinová Amy Basergová Aita Gasparinová Lena Häckiová-Großová                 | 1:18:30,1 18:50,0 19:30,0 19:32,2 20:37,9 | 0+1 3+5 0+0 0+0 0+0 0+1 0+1 3+3          | +3:29,3 |
| 10.                                  | 1  | NorskoKaroline Offigstad Knottenová Juni Arnekleivová Ida Lienová Ingrid Landmark Tandrevoldová | 1:18:43,6 17:49,9 19:12,2 20:07,6 21:33,9 | 0+6 5+10 0+1 0+1 0+2 0+3 0+1 2+3 0+2 3+3 | +3:42,8 |
| 11.                                  | 5  | ItálieSamuela Comolová Dorothea Wiererová Rebecca Passlerová Lisa Vittozziová                   | 1:19:50,7 19:59,1 19:54,5 19:56,5 20:00,6 | 0+4 2+5 0+1 2+3 0+1 0+2 0+1 0+0          | +4:49,9 |
| 12.                                  | 18 | KanadaEmma Lunderová Nadia Moserová Benita Peifferová Emily Dicksonová                          | 1:20:08,8 19:05,7 19:43,4 20:22,0 20:57,7 | 0+6 0+7 0+3 0+2 0+2 0+0 0+0 0+2 0+1 0+3  | +5:08,0 |
| 13.                                  | 11 | SlovinskoLena Repincová Polona Klemenčičová Ziva Klemenčičová Anamarija Lampičová               | 1:20:37,2 19:12,2 19:35,6 21:45,3 20:04,1 | 0+4 3+8 0+3 0+0 0+0 0+2 0+0 1+3 0+1 2+3  | +5:36,4 |
| 14.                                  | 21 | BelgieLotte Lieová Maya Cloetensová Eve Bouvardová Marine Debloemová                            | 1:21:08,8 18:16,8 19:06,5 19:50,4 23:55,1 | 1+5 0+8 0+1 0+1 0+0 0+1 0+1 0+3 1+3 0+3  | +6:08,0 |
| 15.                                  | 17 | LotyšskoSanita Bulinová Baiba Bendiková Annija Sabuleová Sandra Bulinová                        | LAP 18:59,6 19:12,9 21:35,9               | 2+8 0+2 0+0 0+2 0+2 0+1 0+1 2+3          |         |
| 16.                                  | 19 | BulharskoLora Hristovová Valentina Dimitrovová Maria Zdravkovová Stefani Yolovová               | LAP 18:51,5 19:43,6 21:18,6               | 1+10 0+2 0+1 0+3 0+0 0+2 0+3 1+3         |         |
| 17.                                  | 12 | FinskoSuvi Minkkinenová Daria Virolainenová Venla Lehtonenová Noora Kaisa Keränenová            | LAP 18:17,1 22:15,1 20:14,3               | 1+5 0+0 0+0 1+3 1+3 0+1 0+3 0+1          |         |
| 18.                                  | 16 | KazachstánGalina Višněvská-Šeporenková Olga Poltoraninová Polina Jegorovová Alina Skripkinová   | LAP 19:27,2 20:45,6                       | 0+0 0+1 0+1 0+3                          |         |
| 19.                                  | 20 | Jižní KoreaJekatěrina Avvakumovová Choi Yoon-ah Ko Eun-jung Jung Ju-mio                         | LAP 19:09,3 21:46,1                       | 0+0 0+2 0+1 0+2                          |         |
| 20.                                  | 13 | SlovenskoZuzana Remeňová Anastasiya Kuzminová Júlia Machyniaková Mária Remenová                 | LAP 20:41,0 21:18,5                       | 2+3 0+1 0+3 2+3 0+0 0+3                  |         |
| 21.                                  | 15 | Spojené státy americkéChloe Levinsová Deedra Irwinová Jackie Garsová Tara Geraghtyová-Moatsová  | LAP 21:06,9 20:46,8                       | 0+2 2+3 1+3 0+1 0+3                      |         |
| Zdroj: LAP – štafeta předjeta o kolo |    |                                                                                                 |                                           |                                          |         |